# Лорел-Парк (Північна Кароліна)
Лорел-Парк (англ. Laurel Park) — місто (англ. town) в США, в окрузі Гендерсон штату Північна Кароліна. Населення — 2250 осіб (2020).

## Географія
Лорел-Парк розташований за координатами 35°18′42″ пн. ш. 82°30′21″ зх. д. / 35.31167° пн. ш. 82.50583° зх. д. (35.311549, -82.505743).  За даними Бюро перепису населення США в 2010 році місто мало площу 7,30 км², з яких 7,24 км² — суходіл та 0,06 км² — водойми.

## Демографія
Згідно з переписом 2010 року, у місті мешкало 2180 осіб у 1074 домогосподарствах у складі 630 родин. Густота населення становила 299 осіб/км².  Було 1438 помешкань (197/км²).
Расовий склад населення:
| - 96,2 % — білих - 1,6 % — чорних або афроамериканців - 0,3 % — азіатів - 0,1 % — вихідців з тихоокеанських островів - 0,1 % — корінних американців |

До двох чи більше рас належало 0,9 %. Частка іспаномовних становила 2,6 % від усіх жителів.
За віковим діапазоном населення розподілялося таким чином: 12,2 % — особи молодші 18 років, 45,4 % — особи у віці 18—64 років, 42,4 % — особи у віці 65 років та старші. Медіана віку мешканця становила 61,6 року. На 100 осіб жіночої статі у місті припадало 79,3 чоловіків;  на 100 жінок у віці від 18 років та старших — 77,1 чоловіків також старших 18 років.
Середній дохід на одне домашнє господарство  становив 64 885 доларів США (медіана — 57 083), а середній дохід на одну сім'ю — 75 129 доларів (медіана — 71 932). За межею бідності перебувало 5,6 % осіб, у тому числі 0,0 % дітей у віці до 18 років та 6,2 % осіб у віці 65 років та старших.
Цивільне працевлаштоване населення становило 957 осіб. Основні галузі зайнятості: освіта, охорона здоров'я та соціальна допомога — 32,3 %, мистецтво, розваги та відпочинок — 14,2 %, науковці, спеціалісти, менеджери — 12,1 %, роздрібна торгівля — 11,5 %.